# Gan keun gajok
Gan keun gajok (간 큰 가족?), noto anche con il titolo internazionale A Bold Family, è un film del 2005 co-scritto e diretto da Jo Myeong-nam.

## Trama
Kim Joong-yeob ha acquistato dei terreni che con il tempo sono diventati di valore, tuttavia più volte ha espresso ai figli la sua volontà: a meno che la Corea del Nord e la Corea del Sud non tornino unite, alla sua morte donerà i propri possedimenti allo stato. I due figli, Myung-suk e Myung-gyu, pur di avere l'eredità, si mettono così d'accordo con gli altri membri della famiglia per far credere all'anziano che le due Coree si sono realmente riunite.

## Distribuzione
In Corea del Sud la pellicola ha goduto di una distribuzione a livello nazionale a cura della Showbox, a partire dal 9 giugno 2005.